# GG Тельца
GG Тельца - представляет собой звездную систему из пяти звезд в Тельце. На расстоянии около 450 световых лет (140 парсек) от нас она расположена в области звездообразования Тельца-Возничего. Система состоит из трех звезд, вращающихся друг вокруг друга в иерархической тройной системе, известной как GG Тельца A, и другой двойной звездной системы, более удаленной от центральной системы, известной как GG Тельца B.
Система необычна, потому что она содержит два отдельных околозвездных диска: один окружает всю GG Тельца A, а другой окружает самую яркую звезду GG Тельца A. Его большой размер и близкое расстояние делают его идеальным для изучения того, как экзопланеты формируются в пределах нескольких звездных систем.

## Околозвездный диск
Звезды типа T Tauri обычно окружены околозвездными дисками из газа и пыли. Эти диски сливаются в протопланеты, а затем в планеты.
Подсистема GG Тельца A имеет большой круговой (технически кольцевой) диск. Внутри диска у GG Тельца Aa также есть диск, и, более того, по крайней мере у одной из звезд Ab тоже должен быть диск. Последнее выводится из наличия "щели" в самом большом диске, обнаруженной в положении "три часа", под позиционным углом около 268 °. Впервые замеченная в 2002 году, она интерпретируется как тень, потому что не вращается вместе с диском. Межзвездный материал блокирует свет от части диска, вызывая эту тень. Кольца Aa и Ab копланарны друг другу.
Диск вокруг GG Тельца Aa имеет массу около 0,1 M☉, или примерно массу Юпитера, при температуре около 20-30 К. У GG Тельца Aa, по-видимому, есть струя, выходящая из полюсов, о чем свидетельствуют запрещенные линии Fe II.
В настоящее время масса аккрецирует из внутренних дисков в сами звезды. Поскольку диски еще не израсходованы, больший кольцеобразный диск, должно быть, поставляет массу в меньшие диски. На это указывают несколько свидетельств. Во-первых, поиск двухатомного водорода (H2) позволил обнаружить на расстоянии до 100 а.е. от центра системы, но значительное излучение было также обнаружено на расстоянии 30 а.е. от нее. Это излучение было обнаружено там, где в ходе предыдущего обследования был обнаружен поток газа от внешнего диска к внутреннему, поэтому предполагалось, что выброс произошел в результате падения массы с внутреннего диска на внешний. Наблюдения, сделанные в 2014 году, показали аналогичные результаты. Во-вторых, поляриметрия области в ближнем инфракрасном диапазоне показала одинаковую структуру, соединяющую внутренний и внешний диски. Звезды GG Тельца A ближе к кольцу с северной стороны (где находится стример), чем с южной. Наконец, хотя во внутренние диски попадает немного газа, скорость аккреции газа была измерена как ~ 6×10-8 M☉ год-1, что, по крайней мере, соответствует скорости аккреции от внутренних дисков к самим звездам. Таким образом, внешний диск обеспечивает достаточную массу для пополнения внутренних дисков.

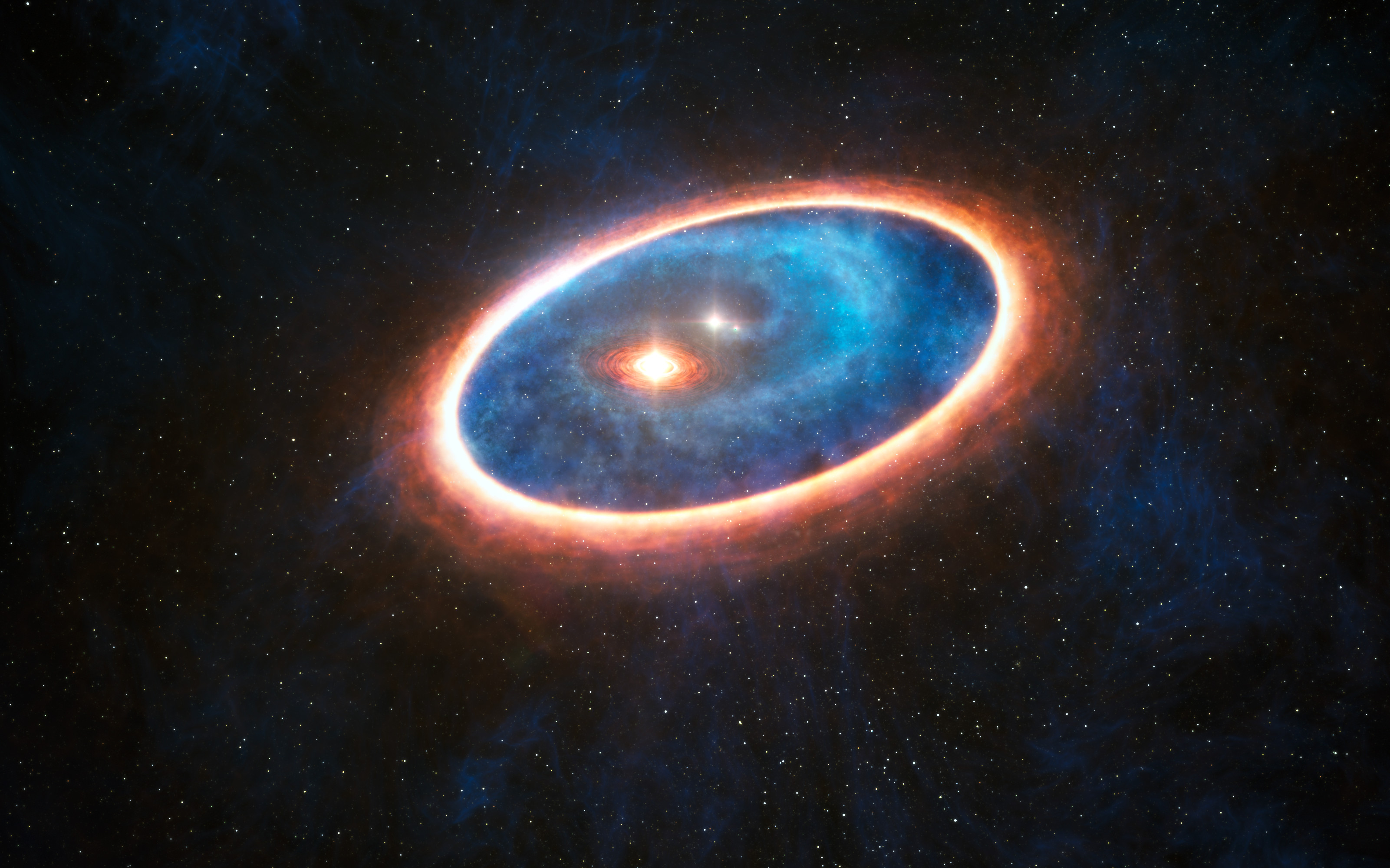
В Представлении художника

### Возможные протопланеты
На краю внешнего диска находится "горячая точка" с дополнительным количеством газа и более высокой температурой около 40 К. Внутри диска также есть образования спиральной формы. В центре этой "горячей точки" может находиться протопланета, называемая GG Тельца то, вероятно, будет примерно такой же по массе, как Нептун или меньше, учитывая, что он не заделал пробел в своем местоположении. Другие планеты могли бы объяснить другие спиральные особенности диска.
1. 1 2 3 4  Gaia Data Release 2 (англ.) / Data Processing and Analysis Consortium, European Space Agency — 2018.
2. ↑  Ducati J. R. Catalogue of Stellar Photometry in Johnson's 11-color system (англ.) — 2002. — Vol. 2237.
3. ↑  Joy A. H. Bright-line stars among the Taurus dark clouds (англ.) // The astrophysical journal. Letters — United Kingdom: IOP Publishing, 1949. — Vol. 110. — P. 424–437. — ISSN 2041-8205; 2041-8213 — doi:10.1086/145217